# Кутузов, Николай Иванович
Никола́й Ива́нович Куту́зов (23 октября [3 ноября] 1796, Торопецкий уезд, Псковская губерния — 12 [24] января 1849, Санкт-Петербург) — русский публицист и литературный критик.

## Биография
родился 23 октября (3 ноября) 1796 года в селе Горки Торопецкого уезда Псковской губернии.
До 1812 года служил в Измайловском полку в чине поручика. Состоял в «Союзе благоденствия» (1818—1821). Один из руководителей тайного общества Ф. Н. Глинки (дочерняя организация Союза благоденствия). После подавления восстания декабристов привлекался к следствию. По высочайшему повелению освобождён без наказания с оправдательным аттестатом.
Был активным участником Вольного общества любителей российской словесности. Напечатал: «О причинах и следствиях заблуждения» («Журнал древней и новой словесности», 1819, № 4 и 7); «О причинах благоденствия и величия народов» («Сын отечества» 1820, № 1 и 10); «Воспоминания о генерал-фельдмаршале Румянцеве-3адунайском» («Отечественные записки», 1845, т. 39) и др. Известен его рукописный труд «История походов, в которых находился лейб-гвардии Измайловский полк». Отрывок из него был опубликован в журнале «Сын Отечества» (Война турецкая // Сын отечества. — 1822. — Ч. 81. — № 42. — С. 51—63; № 43. — С. 99—113). Занимался изучением русско-турецких войн и истории славянских народов на Балканах.
Жена (с 30 января 1827 года) — Мария Николаевна Ваксель, правнучка шведа, военного моряка С. Л. Ваксель, дочь поручика Николая Савельевича Вакселя (1776—1866). Венчались в Петербурге в церкви Мраморного дворца.
Умер 12 (24) января 1849 года в Санкт-Петербурге.